# The Dreaming
The Dreaming (с англ. — «Сновидения») — четвёртый студийный альбом британской певицы Кейт Буш, записанный в 1981 году и выпущенный 13 сентября 1982 года. Записанный в течение двух лет, альбом был полностью спродюсирован Буш и часто характеризуется как её самый некоммерческий и экспериментальный релиз. The Dreaming занял 3-е место в чарте альбомов Великобритании и получил серебряный сертификат Британской ассоциации производителей фонограмм (BPI), но первоначально продавался меньше, чем его предшественники и был неоднозначно воспринят критиками. Было выпущено пять синглов с альбома, в том числе «Sat in Your Lap» и заглавный трек.
За последние десятилетия критика изменила свой взгляд на релиз. По результатам опроса, проведенного NPR, The Dreaming был признан 24-м величайшим альбомом, когда-либо созданным женщиной-исполнителем. Журнал Slant Magazine включил альбом под номером 71 в свой список «Лучших альбомов 1980-х годов» («Best Albums of the 1980s»). Он также включен в книгу «1001 альбом, стоит прослушать, прежде чем вы умрёте», список «50 лучших эксцентричных альбомов всех времен» журнала Mojo («Top 50 Eccentric Albums of All Time») и список «Великих недооценённых альбомов нашего времени» журналаThe Word («Great Underrated Albums of Our Time»). Такие музыканты, как Бьорк и Big Boi, назвали The Dreaming одним из своих любимых альбомов.

## Об альбоме
Альбом выделяется сочетанием различных музыкальных стилей и стал первым, в котором был использован компьютерный синтезатор Fairlight CMI.
Как и в других альбомах Буш, композиции The Dreaming вдохновлены фильмами, литературными произведениями и историческими событиями. В песне «There Goes a Tenner» присутствуют отсылки к классическим детективным фильмам, «Pull Out the Pin» повествует о Вьетнамской войне, заглавная композиция «The Dreaming» посвящена тяжелому положению коренного населения Австралии, а «Houdini» рассказывает о жизни известного иллюзиониста Гарри Гудини. Песня «Get Out of My House» была написана под влиянием романа Стивена Кинга Сияние, по которому позднее был снят одноимённый фильм. Остальные композиции отражают личные переживания и опыт самой певицы.
Альбом The Dreaming стал первым в дискографии Кейт Буш, попавшим в американский чарт Billboard Top 200, во многом благодаря поддержке студенческих радиостанций.
Обложка альбома иллюстрирует сцену, описанную в песне «Houdini». На изображении Кейт Буш исполняет роль жены Гарри Гудини, держа во рту ключ, который она собирается передать своему супругу.
В записи альбома принял участие Дэвид Гилмор, музыкант группы Pink Floyd, который исполнил вокальную партию в припеве композиции «Pull Out the Pin».

## Отзывы
| Оценки критиков               | Оценки критиков |
| Источник                      | Оценка          |
| ----------------------------- | --------------- |
| AllMusic                      | [ 14 ]          |
| Encyclopedia of Popular Music | [ 15 ]          |
| The Great Rock Discography    | 6/10            |
| Mojo                          | [ 17 ]          |
| MusicHound Rock               | [ 18 ]          |
| Pitchfork                     | 7.7/10          |
| The Rolling Stone Album Guide | [ 20 ]          |
| Smash Hits                    | 8/10            |
| Spin Alternative Record Guide | 9/10            |
| The Village Voice             | B+              |

После выхода The Dreaming был неоднозначно воспринят критиками. Многие были озадачены нетрадиционными приёмами и плотными звуковыми ландшафтами, которые использовала Буш. Нил Теннант из Smash Hits описал альбом как «очень странный. Она явно пытается стать менее коммерческой». Колин Ирвин из Melody Maker написал, что «поначалу это вызывает недоумение и нелепость, но попробуйте пробраться сквозь сквозь извращенные переборы и вас ждет большая награда». Он назвал «Suspended in Gaffa» единственным «смутно обычным треком» и предсказал альбому провал в чартах. Американский критик Роберт Кристгау написал, что «откровением является плотная, требовательная музыка», назвав его «самым впечатляющим арт-роковым альбомом в стиле Фриппа/Габриеля в эпоху постпанк-сияния». Джон Янг из Trouser Press назвал его «триумфом изобретательного написания песен и непредсказуемого исполнения», но предупредил, что «его сенсорная перегрузка оттолкнет менее преданных слушателей».

### Признание
В более поздней рецензии AllMusic назвал его «театральным и абстрактным произведением», а также «блестящим предшественником очаровательной красоты альбома Hounds of Love 1985 года». The Quietus назвал его «смелым поворотом мейнстримного артиста» и «поразительно современным альбомом», отметив его «органичную гибридизацию, использование цифровых и аналоговых техник, применение современного волшебства для доступа к атавистическим состояниям». В 2014 году критик Саймон Рейнольдс назвал The Dreaming «полностью раскрепощённым произведением» и «бредовым, кружащим голову опытом». Сама Буш назвала The Dreaming «альбомом, который сошёл с ума» и сказала, что он не был особенно коммерческим. Позже, пересматривая альбом, она сказала, что была удивлена его звучанием, заявив, что это довольно злая запись. Uncut отметил, что это «многослойный, полиритмичный и дико экспериментальный альбом [и] остается знаковым произведением».
В 2010-х годах музыканты Бьорк и Big Boi назвали The Dreaming одним из своих любимых альбомов. Музыкант Стивен Уилсон также заявил, что альбом является одним из его любимых и что его альбом 2015 года Hand. Cannot. Erase. был написан под его музыкальным влиянием.

## Список композиций
Автор всех композиций — Кейт Буш.
1. «Sat in Your Lap»
2. «There Goes a Tenner»
3. «Pull Out the Pin»
4. «Suspended in Gaffa»
5. «Leave It Open»
6. «The Dreaming»
7. «Night of the Swallow»
8. «All the Love»
9. «Houdini»
10. «Get Out of My House»

## Чарты
Еженедельные чарты:
| Чарт (1982)                                       | Высшая позиция |
| ------------------------------------------------- | -------------- |
| Австралия (Kent Music Report)                     | 22             |
| Канада (RPM Top Albums/CDs)                       | 29             |
| Нидерланды (Dutch Mega Albums Chart)              | 5              |
| Франция (SNEP)                                    | 8              |
| Япония (Japanese Oricon LPs Chart)                | 36             |
| Норвегия (VG-lista)                               | 12             |
| Швеция (Sverigetopplistan)                        | 45             |
| Великобритания (UK Albums Chart)                  | 3              |
| США (Billboard 200)                               | 157            |
| Германия (West German Media Control Albums Chart) | 23             |

## Сертификации и продажи
| Регион                                                      | Сертификация | Продажи |
| ----------------------------------------------------------- | ------------ | ------- |
| Великобритания (BPI)                                        | Серебряный   | 60 000^ |
| США                                                         | —            | 42 000  |
| Япония (Oricon Charts)                                      | —            | 16 850  |
| ^ Данные о тиражах приведены только на основе сертификации. |              |         |